# Alexia Giordano
Pour les articles homonymes, voir Giordano.
Alexia Giordano, née le 11 décembre 1992 à Bergerac (Dordogne), est une mannequin, danseuse classique et actrice française.

## Biographie
Alexia Giordano, qui passe une partie de son enfance à La Réunion, fait sa scolarité à Bergerac et poursuit ses études à Bordeaux.
Elle étudie la danse classique à l'école Desha-Moulin à Bergerac, puis dès 15 ans au Conservatoire de Bordeaux avant d'intégrer le Junior Ballet classique du Conservatoire national supérieur de musique et de danse de Paris, où elle danse en 2012 dans une chorégraphie de Nicolas Paul, In no Sense.

## Filmographie partielle

### Cinéma
- 2016 : Chocolat : une fille de joie (non créditée)
- 2016 : Ouvert la nuit : la secrétaire
- 2016 : Cézanne et moi : Marguerite
- 2017 : Blinis ![2] de Diane Weber-Seban : Garance
- 2018 : Le 15 h 17 pour Paris : fille sur le train
- 2019 : Let's Dance de Ladislas Chollat : Chloé
- 2019 : Curiosa de Lou Jeunet : la bouquetière / la fleuriste
- 2022 : En corps de Cédric Klapisch : Anaïs

### Télévision
- 2015 : Versailles : jeune femme / nymphe
- 2016 : Mongeville : Karine Grand
- 2018 : Genius : Odette
- 2020 : Les Rivières pourpres : Aliénor Monferville
- 2022 : Jeanne d'Arc, femme, guerrière, sainte : Jeanne d'Arc
- 2023 :Tapie : Caroline
- 2024 : Dear You

### Clips
- Valentin Marceau, Défendre Alice

- M & David Assaraf, Papillons bleus
- Imany, Don't Be So Shy (remix) »
- Gauvain Sers, Pourvu
- Tom Rosenthal, I Got Myself A Finish

## Théâtre
- 2023 : Une histoire d'amour d'Alexis Michalik, Le Splendid
- 2025 : Cyrano de Bergerac d'Edmond Rostand, mise en scène Anne Kessler, théâtre Antoine - Simone-Berriau. Dans le rôle de Roxane.